# Recaptador d'impostos

Un recaptador d'impostos a la feina, a partir d'una il·lustració d'Henry Holiday a Lewis Carroll, La caça del Snark (1876)

Un recaptador d'impostos és una persona que recapta impostos que han pagar altres persones o empreses. Els recaptadors d'impostos s'han retratat a la ficció com el mal, i en el món modern com un estereotip una mica similar al dels advocats. Tanmateix alguns personatges van ennoblir la professió, per exemple, el Nou Testament diu que Sant Mateu Evangelista era un recaptador d'impostos.

## Els recaptadors d'impostos a la Bíblia
Els recaptadors d'impostos, també coneguts com a publicans, s'esmenten moltes vegades a la Bíblia (sobretot en el Nou Testament), de fet treballaven per als contractants d'impostos i són descrits generalment com cobdiciosos, i que tenien més diners dels que els pertocava pel seu càrrec. A l'Evangeli de Lluc, Jesús es compadeix del recaptador d'impostos Zaqueu, provocant la indignació de la multitud el fet que Jesús preferís ser el convidat d'un pecador abans que ser-ho d'una altra persona més respectable o "justa".

## Agències de recaptació d'impostos modernes
Les agències nacionals de recaptació d'impostos inclouen la Canada Revenue Agency, l'Internal Revenue Service (IRS) als Estats Units, o la Her Majesty's Revenue and Customs (HMRC) al Regne Unit.